# Neutronenoverschot
Het neutronenoverschot van een atoomkern is het verschil tussen de massagetal A en het dubbele van het aantal protonen Z:
neutronenoverschot = A − 2 × Z
Een atoomkern met evenveel protonen als neutronen heeft een neutronenoverschot van nul.
In de regel zijn lichte elementen met een klein neutronenoverschot (of klein tekort) stabiel, dat wil zeggen niet-radioactief. Voorbeelden zijn 126C en 42He. Zware elementen hebben een zeker neutronenoverschot nodig om te kunnen bestaan.
Neutronen in de kern compenseren de onderling afstotende werking van protonen (de elektromagnetische kracht) middels de samenbindende sterke kernkracht. Zowel een tekort als een overschot aan neutronen kan aanleiding zijn tot radioactief verval.
Bij een te groot neutronenoverschot kan een neutron wordt omgezet in een proton onder uitzending van een elektron (en een antineutrino). Het massagetal blijft dan gelijk, maar het atoomnummer is met één toegenomen, er is dus een ander element ontstaan. Het is ook mogelijk dat de kern een neutron afstoot, hierbij blijft het atoomnummer gelijk maar neemt het massagetal en het neutronenoverschot met één af.
Bij het splijten van zware atomen, zoals uranium-235, ontstaan splijtingsproducten met een te hoog neutronenoverschot. Deze gaan via een aantal stappen (bètaverval) over in isotopen met een hoger atoomnummer en lager neutronenoverschot. De hierbij vrijkomende straling maakt dat zulk materiaal doorgaans beschouwd wordt als gevaarlijk afval.